# Corumbá de Goiás
Corumbá de Goiás là một đô thị thuộc bang Goiás, Brasil. Đô thị này có diện tích 1062,457 km², dân số năm 2007 là 9957 người, mật độ 9,4 người/km².